# Lenzbach (Krameterbach)
Der Lenzbach ist ein rund 2,1 Kilometer langer, rechter Nebenfluss des Krameterbaches in der Steiermark.

## Verlauf
Der Lenzbach entsteht im nördlichen Teil der Gemeinde Kainach bei Voitsberg, im Osten der Katastralgemeinde Gallmannsegg, nordöstlich der Ortschaft Gallmannsegg und östlich der Ortschaft Hadergasse, am südwestlichen Hang des Lukaskogels, südöstlich des Wirtshauses Heiligen Wasser und der Filialkirche St. Radegund am heiligen Wasser sowie westlich der Höfe Lukasbauer und Hl. Wasser-Grießer. Er fließt im Oberlauf in einem flachen Rechtsbogen und im Unterlauf in einem flachen Linksbogen insgesamt nach Südwesten. Östlich von Gallmannsegg, direkt östlich von Gallmannsegg nach Geistthal führenden Straße mündet er in den Krameterbach, der danach nach geradeaus weiterfließt. Auf seinen Lauf nimmt der Lenzbach mehrere kleine und unbenannte Wasserläufe auf.